# Ratusz we Wleniu

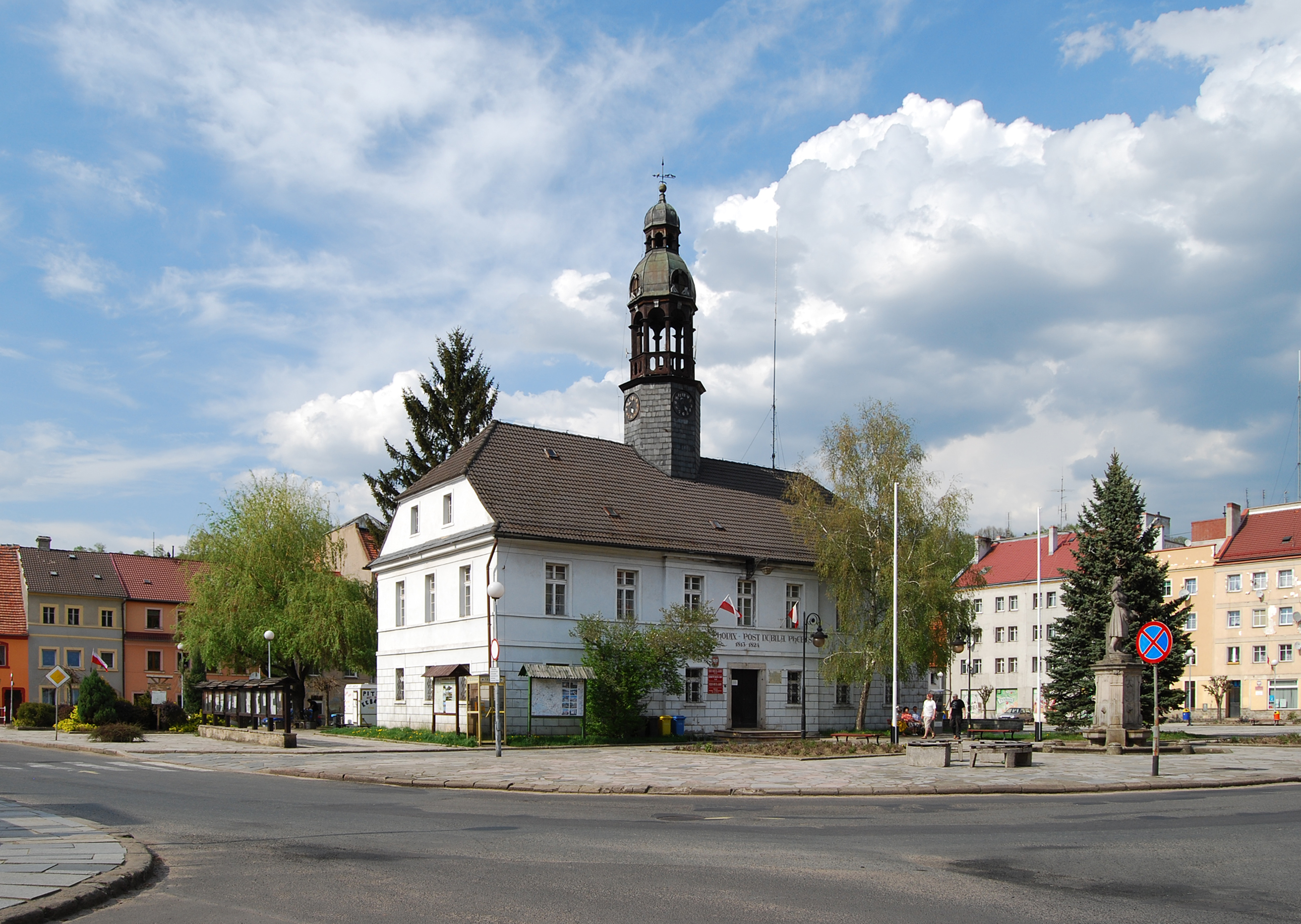
Ratusz we Wleniu

Ratusz we Wleniu – klasycystyczny budynek wzniesiony w latach 1823–1824 na środku wlenieckiego rynku. Obecnie jest siedzibą władz miejskich Wlenia.

## Historia
Pierwszy ratusz we Wleniu istniał już w XV wieku, jednak budynek ten spłonął w wielkim pożarze miasta w roku 1813. Obecna siedziba władz miasta została wzniesiona w latach 1823–1824.

Decyzją wojewódzkiego konserwatora zabytków z dnia 13 listopada 1956 roku ratusz został wpisany do rejestru zabytków.

## Architektura
Ratusz jest klasycystycznym budynkiem wzniesionym na planie prostokąta, ma dwie kondygnacje i jest nakryty dwuspadowym dachem mansardowym. Na środku dachu jest ośmioboczna wieżyczka z tarczami zegarowymi, otoczona balustradą i nakryta blaszanym hełmem z glorietą. Wejście do sieni prowadzi przez kamienne schody i jest ulokowane w płytkim ryzalicie. Nad wejściem umieszczony jest napis „Post nubila Phoebus – Ex cinere Phoenix 1813-1824”. Przed ratuszem stoi pomnik Dziewczyny z Gołębiem, osłonięty w roku 1914 z okazji siedemsetlecia miasta.

Obecnie ratusz jest siedzibą władz samorządowych i administracyjnych Miasta i Gminy Wleń.